# Pauluskirche (Ulm)

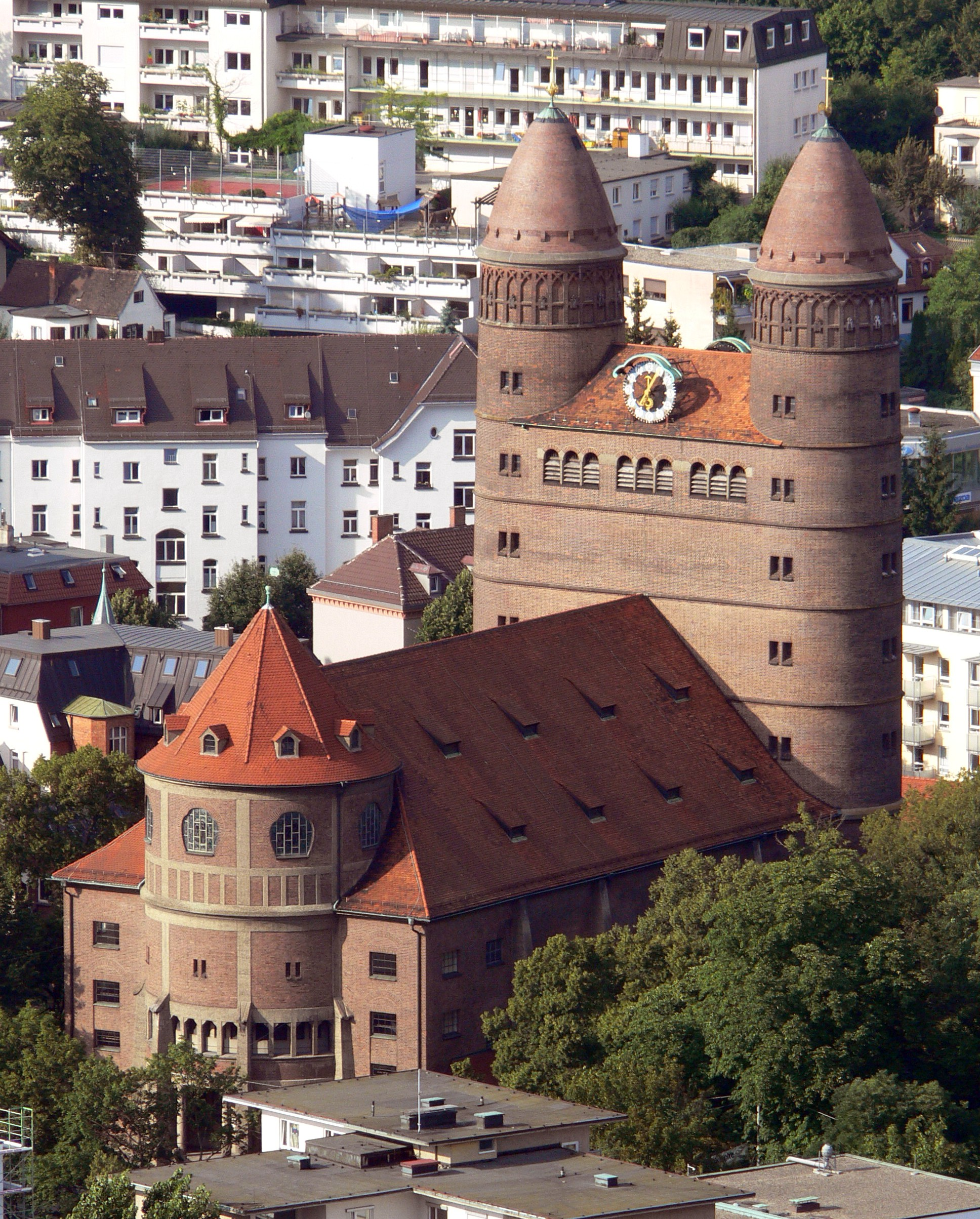
Südwestansicht vom Turm des Ulmer Münsters (2011)

Die Pauluskirche in Ulm wurde als evangelische Garnisonkirche in den Jahren 1908 bis 1910 nördlich des Alten Friedhofs an der Frauenstraße nach Plänen des Architekten Theodor Fischer erbaut. Sie ist die Gemeindekirche der Ulmer Paulusgemeinde. Aufgrund der guten Akustik gilt sie als ‚die‘ Konzertkirche im weiten Umkreis.

## Baugeschichte
Die Protokolle des Ulmer Rats belegen, dass das Königliche Kriegsministerium bereits 1864 beabsichtigte, in Ulm eine eigene Garnisonkirche zu errichten. Dieses Vorhaben wurde jedoch durch die württembergische Kammer der Abgeordneten und Versammlung der Stände des Königreichs Württemberg abgelehnt, u. a. mit dem Hinweis, dass Gewissensfreiheit bestehe und Militärangehörigen der Kirchgang nicht befohlen werden könne. Erst nach Errichtung einer evangelischen Garnisonkirche in Ludwigsburg und der katholischen Ulmer Garnisonkirche (St. Georg) kam es 1905 zur Ausschreibung eines Architekturwettbewerbs für den Bau einer evangelischen Garnisonkirche in Ulm, die 2000 Sitzplätze umfassen sollte. Am 12. Dezember 1906 wurde aus sieben Wettbewerbsentwürfen der unter dem Motto „ain veste bvrg“ eingereichte Entwurf des Architekten Theodor Fischer ausgewählt. Nach einigen Änderungen am Entwurf begannen am 1. April 1908 die Bauarbeiten; die Bauleitung hatte Fischers Mitarbeiter Eduard Brill. Die Grundsteinlegung erfolgte am 20. August 1908 im Beisein des Königs und des Herzogs Albrecht. Die Einweihung fand am 5. November 1910 in Anwesenheit des Königspaares statt.

## Architektur

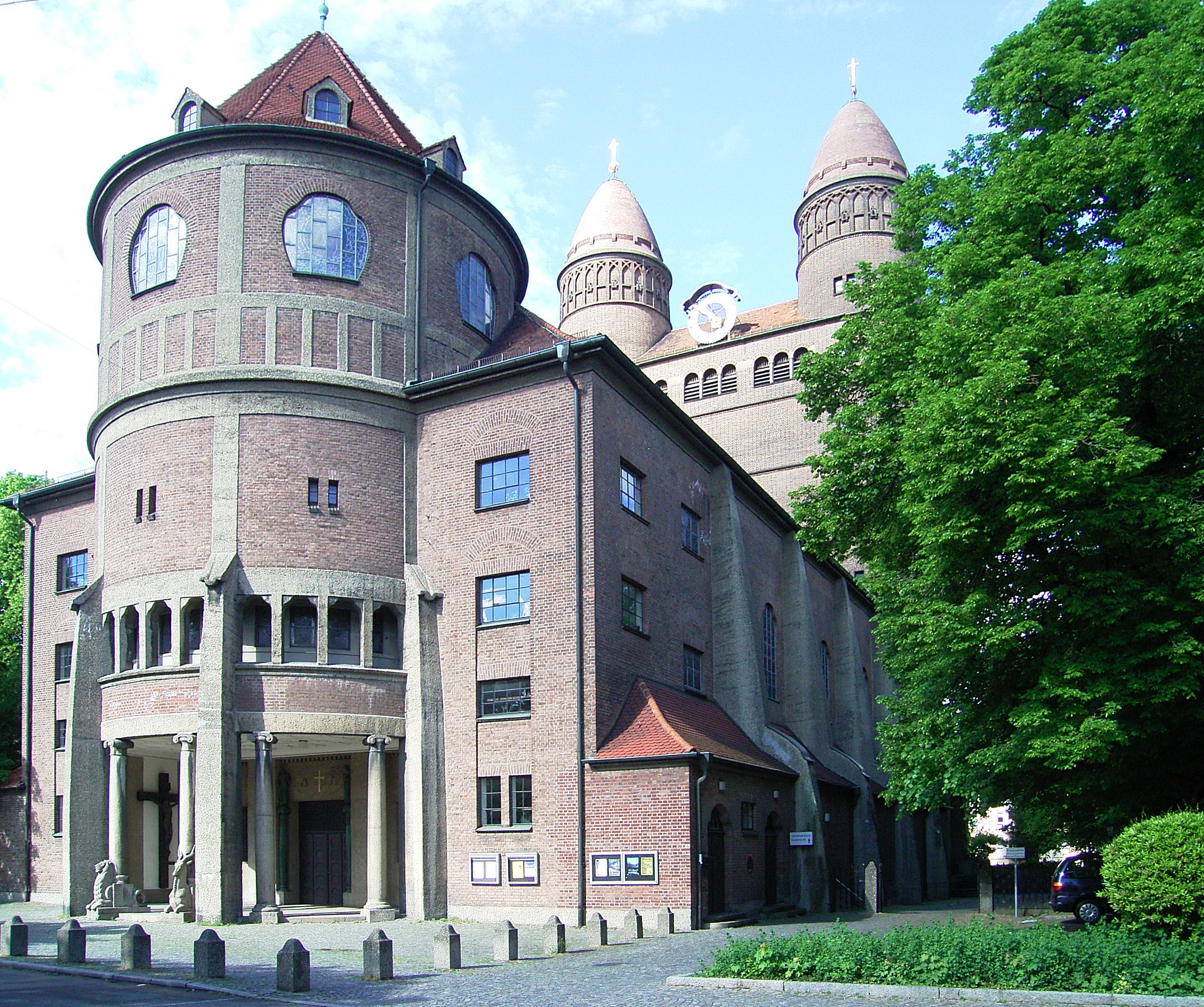
Die Pauluskirche von Westen

Theodor Fischer errichtete die Pauluskirche als eine der ersten Betonkirchen in Deutschland. Sie nimmt einzelne Elemente des Jugendstils und der Romanik auf. Die Doppelturmanlage knüpft an die 1902 bis 1905 von ihm erbaute Dorfkirche in Gaggstatt an. Die Pauluskirche zeichnet sich dadurch aus, dass für das Gewölbe im Schiff in einem der ersten sakralen Gebäude in Deutschland Sichtbeton verwendet wurde. Das weitgespannte Gewölbe ist säulenlos und wird von Betonbindern in Form des sogenannten Fischerbogens gehalten. Die beiden über 50 Meter hohen granatenförmigen Türme im Osten sollen an syrische Kuppeln erinnern. Im Westen ist dem Schiff ein zylinderförmiger Gebäudeteil mit der Orgelempore teilweise vorgelagert. Auch die Wappentiere an den Säulenbasen der Eingangshalle, der staufische Löwe und der württembergische Hirsch, sind in Beton ausgeführt. Die Rückwand des Altars trägt ein gemaltes Kruzifix von Adolf Hölzel.
Als Vorsatzbeton kam im Äußeren sogenannter Rieselbeton (1 Teil Zement, 1 Teil Sand, 2 Teile Bohnenkies) zur Verwendung, der mit dem Zweispitz bearbeitet wurde. Besonders reiche Gliederung in den Betonteilen zeigt der nach der Straße gelegene Orgelvorbau. Die Säulen zwischen den großen Strebepfeilern sind mit einem feineren gequetschten Kiesmaterial hergestellt und gestockt, ebenso die Bildhauerarbeiten der Säulen, Kapitelle und der Wappentiere.
Das Innere der Kirche wurde in den 1960er-Jahren erheblich umgestaltet. Unter anderem wurde es mit einem gemusterten Terrazzo-Fußboden, einem Podest im Altarbereich, einem Sprechpult, neuer Bemalung der Ostfront des Schiffs (mit Themen aus der Offenbarung des Johannes) und neuen Fenstern ausgestattet. Viele ursprüngliche Jugendstilelemente gingen dabei verloren, zu denen u. a. Farbverglasungen des Malers Franz Mutzenbecher gehörten.

## Funktion

### Militär
Die Pauluskirche ist heute in erster Linie Gemeindekirche für die evangelischen Gemeindeglieder im Osten von Ulm. Dennoch dient sie immer noch auch der Militärseelsorge und für die Gottesdienste der Ulmer Militärgeistlichen. Gegen die Militärkonzerte in der Pauluskirche gibt es immer wieder kleinere Proteste.

### Vesperkirche Ulm
In der Nachweihnachtszeit findet jährlich einige Wochen lang ein besonderes soziales Projekt statt, die sogenannte Vesperkirche Ulm. Dabei erhalten Arme und Bedürftige Vesperpakete oder ein warmes Essen zu einem eher symbolischen Preis. Zu den Angeboten gehören auch medizinische Betreuung (zum Beispiel eine Grippeschutzimpfung), Gespräche zur Krisenbewältigung und Lebensberatung.
Eingeladen sind alle, die Hilfe benötigen: Kamen anfangs ca. 70 Menschen, sind es mittlerweile bis zu 600 pro Tag. Die Veranstalter legen Wert darauf, dass alle, die in der Vesperkirche Hilfe suchen, ob Obdachlose, Prostituierte, Langzeitarbeitslose, Flüchtlinge, Drogensüchtige oder psychisch Kranke, dort willkommene Gäste sind. Sie sollen nicht nur Essen erhalten, sondern auch neue soziale Kontakte knüpfen können. Da auch gut Situierte gegen einen höheren Preis am Essen teilnehmen können, sitzen Menschen aus allen Gesellschaftsschichten miteinander am Tisch und kommen ins Gespräch.
Geleitet wird das Projekt von Gemeindepfarrer Peter Heiter. Er wird durch Privatspenden, die Mitarbeiter der Evangelischen Gesamtkirchengemeinde Ulm und einige Hundert ehrenamtliche Helfer aller Alters- und Berufsgruppen unterstützt. Es gibt bei den Helfern ein Tages-, ein Ärzte- und ein Küchenteam. Außerdem engagieren sich verschiedene Firmen und Einrichtungen der Ulmer Region (etwa Die Schwäbische Tafel) durch kostenlose Medikamente, Nahrungsmittel und andere, meist kostenlose oder preislich stark reduzierte Leistungen.

## Orgel

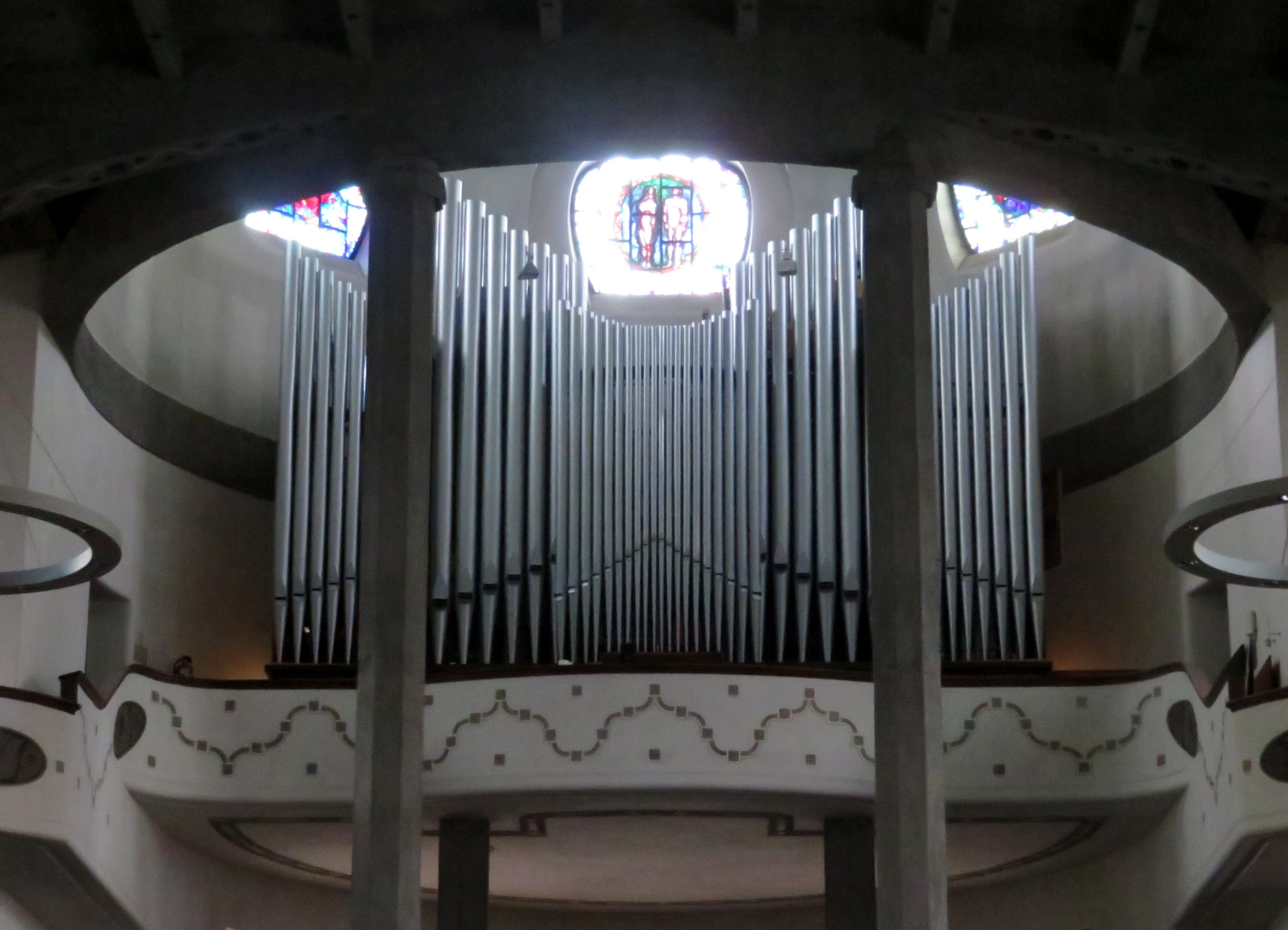
Die Link-Orgel in der Pauluskirche

Die Orgel der Pauluskirche zählt zu den wenigen erhaltenen großen spätromantischen Instrumenten in Süddeutschland. Sie wurde von der Firma Gebrüder Link (Giengen/Brenz) 1910 als dreimanualiges Instrument auf der zweiten Empore am Westende der Kirche erbaut. Die Orgel zeichnet aus, dass sie Elemente der elsässisch-neudeutschen Orgelreform aufgriff, die eine Synthese zwischen deutschem und französischem Orgeltyp erstrebte. So enthält das Werk des zweiten Manuals (Schwellwerk) Anleihen an ein französisches Récit: Einige Register tragen französischen Bezeichnungen (z. B. Voix céleste 8′), außerdem besitzt das Werk eine für französische Orgeln typische Zungenbatterie (Basson 16′, Trompette harmonique 8′, Clairon 4′). Das Werk des dritten Manuals hingegen erinnert eher an ein Schwellwerk in der Tradition der deutschen Spätromantik. Eine kleine Erweiterung um drei Register und ein Tremolo folgte bereits wenige Jahre später, ebenfalls durch die Firma Link, die für diese neuen Register einen Schwellkasten einrichtete. Damit besaß das Instrument 55 Register.
Der erste Organist der Pauluskirche, Karl Beringer, zeichnete sich durch großes Interesse an der spätromantischen Orgelliteratur seiner Zeit aus. Er war der erste Organist, der die Orgelwerke Max Regers in Süddeutschland öffentlich spielte.
Als die Orgelbewegung 1970 ihren Höhepunkt erreichte, sollte die Orgel nach dem Wunsch der damaligen Gemeindeleitung vollständig abgetragen und durch ein eher dem Zeitgeschmack entsprechendes Instrument am Ostende des Kirchenschiffs ersetzt werden. Die Ausführung des Planes wurde jedoch verhindert. Stattdessen wurde die Orgel von Link teilweise umgebaut. Dabei wurde der Jugendstilprospekt entfernt und der Klang zeitgemäß aufgehellt, was bedeutete, dass vor allem Streicherregister durch Mixturen und Aliquotregister ersetzt wurden (u. a. Quinte 1 1⁄3′ und Hellmixtur statt Gamba auf I; Oktävlein 1′ und Ersetzung der Progressiv-Harmonika durch eine Scharf-Zimbel auf II.). Das gesamte Werk auf dem dritten Manual erhielt einen Schwellkasten.
Bei einer Überholung im Jahr 1996 durch die Firma Mühleisen (Leonberg) wurden diese Änderungen wieder weitgehend rückgängig gemacht. Einige Register wurden anhand der Pläne des ursprünglichen Instruments sowie nach Vorbildern in anderen Link-Orgeln der Entstehungszeit (u. a. in der Stadtkirche in Giengen an der Brenz) rekonstruiert (u. a. Einbau von Cello 8′ im Pedal, von Konzertflöte 8′ (entspr. Flûte harmonique) und Gamba 8′ auf I; Verlagerung von Quinte 1 1⁄3′ von I auf II (kein Originalregister); Entfernung von Oktävlein 1′ auf II; Einbau von Flötenprinzipal 8′, Viola 8′ und Violine 4′ auf III, dort Ausbau von Nachthorn 4′). Damit wurde die ursprüngliche Abstufung der leitenden Register der Werke mit Prinzipal 8′ auf I, Geigenprinzipal 8′ auf II und Flötenprinzipal 8′ auf III wiederhergestellt.
2013/14 erfolgte eine Renovierung durch Orgelbau Thomas B. Gaida (Wemmetsweiler). Dabei wurde ein neuer Spieltisch eingebaut und die Orgel auf 62 Register erweitert, die sich auf vier Manuale und Pedal verteilen. In allen Teilwerken sind insgesamt 10 Auxiliarregister eingerichtet, die nicht fix an das jeweilige Werk angekoppelt sind, sondern jeweils separat zugeordnet werden müssen und in mehreren Tonlagen gespielt werden können. Sie können daher einzeln und unabhängig voneinander auf allen Werken registriert werden. Auf einer separaten Windlade stehen einige Hochdruckregister (Tibia pomposa und Flauto mirabilis). Durch die Auxiliarregister und die größtmögliche Anzahl an Koppeln verfügt der Spieltisch über mehr als 320 Registerdrücker.
| I Hauptwerk C–a3            |         |
| Contraviolon A              | 32′     |
| Bourdon B (aus II)          | 32′     |
| Principal                   | 16′     |
| Lieblich Gedeckt B (aus II) | 16′     |
| Violon A                    | 16′     |
| Salicional C                | 16′     |
| Principal                   | 08′     |
| Gedeckt B (aus II)          | 08′     |
| Konzertflöte                | 08′     |
| Doppelgedeckt               | 08′     |
| Gemshorn                    | 08′     |
| Fugara                      | 08′     |
| Dulciana C                  | 08′     |
| Gamba A                     | 08′     |
| Quinte                      | 05 1⁄3′ |
| Octave                      | 04′     |
| Geigenprincipal             | 04′     |
| Rohrflöte                   | 04′     |
| Dolce C                     | 04′     |
| Quinte                      | 02 ⁄3′  |
| Octave                      | 02′     |
| Mixtur III                  | 02 ⁄3′  |
| Mixtur III–V                | 01 ⁄3′  |
| Kornett IV–V                | 08′     |
| Contraposaune D             | 32′     |
| Tuba D                      | 16′     |
| Trompete E (aus II)         | 16′     |
| Basson F (aus II)           | 16′     |
| Tuba D                      | 08′     |
| Trompete                    | 08′     |
| Trompette E (aus II)        | 08′     |
| Fagott F (aus II)           | 08′     |
| Oboe G (aus III)            | 08′     |
| Tuba D                      | 04′     |
| Corno E (aus II)            | 04′     |
| Fagott F (aus II)           | 04′     |
| Oboe G (aus III)            | 04′     |
|                             |         |
| Solo                        |         |
| Tibia pomposa H             | 08′     |
| Flauto mirabilis I          | 08′     |
| Flauto mirabilis I          | 04′     |
| Flauto mirabilis I          | 02′     |
| Flauto mirabilis I          | 01′     |
| Clarinet J                  | 08'     |
| Clarinet J                  | 04'     |

| II Schwellwerk 1 C–a3  |         |
| Bourdon B              | 32′     |
| Lieblich Gedeckt B     | 16′     |
| Violon A (aus I)       | 16′     |
| Salicional C (aus I)   | 16′     |
| Geigenprincipal        | 08′     |
| Bourdon                | 08′     |
| Gedeckt B              | 08′     |
| Flauto amabile         | 08′     |
| Aeoline                | 08′     |
| Voix céleste           | 08′     |
| Gamba A (aus I)        | 08′     |
| Dulciana C (aus I)     | 08′     |
| Octave                 | 04′     |
| Flöte                  | 04′     |
| Flauto dolce           | 04′     |
| Dolce C (aus I)        | 04′     |
| Quinte                 | 02 ⁄3′  |
| Piccolo                | 02′     |
| Terz                   | 01 3⁄5′ |
| Mixtur IV–V            | 02′     |
| Kornett V              | 08′     |
| Tuba D (aus I)         | 16′     |
| Trompete E             | 16′     |
| Basson F               | 16′     |
| Tuba D                 | 08′     |
| Trompette harmonique E | 08′     |
| Fagott F               | 08′     |
| Oboe G (aus III)       | 08′     |
| Tuba D                 | 04′     |
| Corno E                | 04′     |
| Clairon                | 04′     |
| Fagott F               | 04′     |
| Oboe G                 | 04′     |
| Tremulo                |         |

| III Schwellwerk 2 C–a3      |        |
| Bourdon B (aus II)          | 32′    |
| Lieblich Gedeckt B (aus II) | 16′    |
| Violon A (aus I)            | 16′    |
| Salicional C (aus I)        | 16′    |
| Flötenprincipal             | 08′    |
| Gedeckt B (aus II)          | 08′    |
| Flöte                       | 08′    |
| Quintatön                   | 08′    |
| Viola                       | 08′    |
| Viola céleste               | 08′    |
| Gamba B (aus I)             | 08′    |
| Dulciana C (aus I)          | 08′    |
| Traversflöte                | 04′    |
| Fugara                      | 04′    |
| Violine                     | 04′    |
| Dolce D (aus I)             | 04′    |
| Nasat                       | 02 ⁄3′ |
| Flageolet                   | 02′    |
| Tuba D (aus I)              | 16′    |
| Trompete E (aus II)         | 16′    |
| Basson F (aus II)           | 16′    |
| Tuba D (aus I)              | 08′    |
| Trompette E (aus II)        | 08′    |
| Clarinette                  | 08′    |
| Vox humana                  | 08′    |
| Fagott F (aus II)           | 08′    |
| Oboe G                      | 08′    |
| Tuba D (aus I)              | 04′    |
| Corno E (aus II)            | 04′    |
| Fagott F (aus II)           | 04′    |
| Oboe G                      | 04′    |
| Tremulo                     |        |

| IV Auxiliarwerk C–a3        |     |
| Bourdon B (aus II)          | 32′ |
| Lieblich Gedeckt B (aus II) | 16′ |
| Violon A (aus I)            | 16′ |
| Salicional C (aus I)        | 16′ |
| Gamba A (aus I)             | 08′ |
| Dulciana C (aus I)          | 08′ |
| Gedeckt B (aus II)          | 08′ |
| Dolce C (aus I)             | 04′ |
| Tuba D (aus I)              | 16′ |
| Trompete E (aus II)         | 16′ |
| Basson F (aus II)           | 16′ |
| Tuba D (aus I)              | 08′ |
| Trompette E (aus II)        | 08′ |
| Fagott F (aus II)           | 08′ |
| Oboe G (aus III)            | 08′ |
| Tuba D (aus I)              | 04′ |
| Corno E (aus II)            | 04′ |
| Fagott F (aus II)           | 04′ |
| Oboe G (aus III)            | 04′ |
|                             |     |
| Solo                        |     |
| Tibia pomposa H (aus I)     | 08′ |
| Flauto mirabilis I (aus I)  | 08′ |
| Flauto mirabilis I (aus I)  | 04′ |
| Flauto mirabilis I (aus I)  | 02′ |
| Flauto mirabilis I (aus I)  | 01′ |
| Clarinet J (aus I)          | 08' |
| Clarinet J (aus I)          | 04' |
| Celesta                     |     |
| Cymbalum                    |     |

| Pedal C–f1                 |         |
| Bassus magnus              | 32′     |
| Principalbass              | 32′     |
| Contraviolon A             | 32′     |
| Contrabourdon              | 32′     |
| Echobourdon B (aus II)     | 32′     |
| Principalbass              | 16′     |
| Violonbass A               | 16′     |
| Subbass                    | 16′     |
| Harmonikabass C (aus I)    | 16′     |
| Gedecktbass B (aus II)     | 16′     |
| Quintbass                  | 10 2⁄3′ |
| Octavbass                  | 08′     |
| Bourdon                    | 08′     |
| Gedeckt B (aus II)         | 08′     |
| Cellobass A (aus I)        | 08′     |
| Dulciana C (aus I)         | 08′     |
| Terzbass                   | 06 2⁄5′ |
| Choralbass                 | 04′     |
| Flötenbass                 | 04′     |
| Gedeckt B (aus II)         | 04′     |
| Cello A (aus I)            | 04′     |
| Dolce C (aus I)            | 04′     |
| Gedeckt B (aus II)         | 02′     |
| Cello A (aus I)            | 02′     |
| Dolce C (aus I)            | 02′     |
| Contraposaune D            | 32′     |
| Posaune D                  | 16′     |
| Basson F (aus II)          | 16′     |
| Tuba D (aus I)             | 08′     |
| Trompete E (aus II)        | 08′     |
| Fagott F (aus II)          | 08′     |
| Oboe G (aus III)           | 08′     |
| Tuba D (aus I)             | 04′     |
| Trompete E (aus II)        | 04′     |
| Fagott F (aus II)          | 04′     |
| Oboe G (aus III)           | 04′     |
| Trompete E (aus II)        | 02′     |
| Oboe G (aus III)           | 02′     |
|                            |         |
| Solo                       |         |
| Tibia pomposa H (aus I)    | 08′     |
| Tibia pomposa H (aus I)    | 04′     |
| Tibia pomposa H (aus I)    | 02′     |
| Flauto mirabilis I (aus I) | 08′     |
| Flauto mirabilis I (aus I) | 04′     |
| Flauto mirabilis I (aus I) | 02′     |
| Flauto mirabilis I (aus I) | 01′     |
| Clarinet J (aus I)         | 08'     |
| Clarinet J (aus I)         | 04'     |
| Clarinet J (aus I)         | 02'     |

- Koppeln:
  - Normalkoppeln: II/I, III/I, IIIA/I, IIIB/I, III/II, IIIA/II, IIIB/II, I/II, I/III, I/IV, II/III, II/IV, III/IV, IIIA/IV, IIIB/IV, I/P, II/P, III/P, IIIA/P, IIIB/P, P/I, P/II, P/III, P/IV
  - Superoktavkoppeln: I/I, II/II, III/III, IIIA/III, IIIB/III, P/P, II/I, III/I, IIIA/I, IIIB/I, III/II, IIIA/II, IIIB/II, I/II, I/III, I/IV, II/III, II/IV, III/IV, I/P, II/P, III/P, I/P 2′, II/P 2′, III/P 2′
  - Suboktavkoppeln: I/I, II/II, III/III, IIIA/III, IIIB/III, II/I, III/I, IIIA/I, IIIB/I, III/II, IIIA/II, IIIB/II, I/II, I/III, I/IV, II/III, II/IV, III/IV
- Spielhilfen:
  - Normallage ab: I, II, III, IIIA, IIIB, P
  - Melodiekoppel, Pizzicato, Sostenuto, Pedal divide, Sforzando, Registerfessel, Tacet
  - General- und Einzeltransposer, Setzer, Manualsetzer, Sequenzer unter jedem Manual und als Pistons
  - vier Schwelltritte für Schweller II, III und Crescendo, Schwellerkoppel
- Anmerkungen:

(aus I) = Bezeichnung für ein transmittiertes bzw. extendiertes Register aus einem anderen (z. B. I.) Manualwerk
A - J = Jeder Buchstabe bezeichnet eine Pfeifenreihe, aus der mehrere Register abgeleitet werden.
1. ↑  Gruppenzug.

## Glocken
Im Turm hängen drei Glocken, die 1955 von der Glockengießerei Kurtz in Stuttgart gegossen wurden. Sie haben die Schlagtöne d1, e1 und fis1. Dieselbe Gießerei goss auch einige Glocken für das Ulmer Münster.

## Weitere Garnisonkirchen der näheren Umgebung
- St. Georg in Ulm
- St. Johann Baptist in Neu-Ulm